# 1974 FIFAワールドカップ
1974 FIFAワールドカップ（英: 1974 FIFA World Cup ）は、1974年6月13日から7月7日にかけて、西ドイツ（現・ドイツ）で開催された第10回目のFIFAワールドカップである。西ドイツが決勝でオランダを2対1で下し、スイス大会以来2度目の優勝を遂げる。

## 出場国
出場選手は1974 FIFAワールドカップ参加チームを参照。
| 大陸連盟 | 出場 枠数 | 予選       | 組 予選順位 | 組 予選順位 | 出場国・地域   | 出場回数         | 備考 |
| -------- | --------- | ---------- | ----------- | ----------- | -------------- | ---------------- | ---- |
| UEFA     | 1+8.5     | 開催国     | 開催国      | 開催国      | 西ドイツ       | 6大会連続8回目   |      |
| UEFA     | 1+8.5     | 欧州予選   | 1組         | 1位         | スウェーデン   | 2大会連続6回目   |      |
| UEFA     | 1+8.5     | 欧州予選   | 2組         | 1位         | イタリア       | 4大会連続8回目   |      |
| UEFA     | 1+8.5     | 欧州予選   | 3組         | 1位         | オランダ       | 7大会ぶり3回目   |      |
| UEFA     | 1+8.5     | 欧州予選   | 4組         | 1位         | 東ドイツ       | 初出場           |      |
| UEFA     | 1+8.5     | 欧州予選   | 5組         | 1位         | ポーランド     | 7大会ぶり2回目   |      |
| UEFA     | 1+8.5     | 欧州予選   | 6組         | 1位         | ブルガリア     | 4大会連続4回目   |      |
| UEFA     | 1+8.5     | 欧州予選   | 7組         | 1位         | ユーゴスラビア | 3大会ぶり6回目   |      |
| UEFA     | 1+8.5     | 欧州予選   | 8組         | 1位         | スコットランド | 4大会ぶり3回目   |      |
| CONMEBOL | 1+2.5     | 前回優勝国 | 前回優勝国  | 前回優勝国  | ブラジル       | 10大会連続10回目 |      |
| CONMEBOL | 1+2.5     | 最終予選   | 1組         | 1位         | ウルグアイ     | 4大会連続7回目   |      |
| CONMEBOL | 1+2.5     | 最終予選   | 2組         | 1位         | アルゼンチン   | 2大会ぶり6回目   |      |
| CONMEBOL | 1+2.5     | 最終予選   | 3組         | 1位         | チリ           | 2大会ぶり5回目   | ○    |
| CONCACAF | 1         | 最終予選   | 1位         | 1位         | ハイチ         | 初出場           |      |
| CAF      | 1         | 最終予選   | 1位         | 1位         | ザイール       | 初出場           |      |
| AFC/OFC  | 1         | 最終予選   | 1位         | 1位         | オーストラリア | 初出場           |      |

- 備考欄の「○」は大陸間プレーオフに勝利の上、出場が決定したチーム。

## 本大会

### 概要
この第10回記念大会で初めて、2022年現在でも使われているFIFAワールドカップトロフィーが優勝国に手渡された。それ以前に使われていたジュールリメ杯は、1970年大会でブラジルが3回目の優勝を遂げたため、ブラジルにて永久に保管されることとなっており、新しいトロフィーが今後の大会のために準備された。また、この大会から開幕戦は開催国ではなく、前回優勝国が出場することになった。これは2002年の日韓大会まで続いた。ドイツで2回目の開催となった2006年からは、前回優勝国の予選免除特権が無くなったため、再び開催国が開幕戦に出場することとなった。
この他、オーストラリア・ザイール・ハイチ・東ドイツと4カ国の代表が本大会に初出場を果たし、しかもオーストラリア以外はこの1974年大会が2022年時点で唯一の出場となった。
試合会場には9都市でそれぞれ1つのスタジアムが選ばれ、第二次世界大戦のナチス・ドイツ敗北による東西分断前の最後の大会となった1936年ベルリンオリンピック大会のベルリン・オリンピアシュタディオンと、この大会の2年前に行われた1972年ミュンヘンオリンピックのミュンヘン・オリンピアシュタディオンという2つのオリンピック大会メインスタジアムを使用した史上初のワールドカップとなった。特にベルリン開催については、ベルリンは法的には敗戦による連合国占領管理地のままで、オリンピアシュタディオンのある西ベルリンは西ドイツ（ドイツ連邦共和国）の一部ではないとする東ドイツ（ドイツ民主共和国）側は抗議したが、西ベルリンで行政権を持つ西ドイツはこれを突っぱねた。
大会の方式が1970年大会のものから変更され、初めて「2次リーグ制」が取り入れられた。16チームが地区予選を突破して招待され、1次リーグは4チームずつ4つのグループに分けられた。各グループの1位と2位チームが2次リーグに進出し、4チームずつ2グループに分けられた。各グループの1位同士が決勝戦を行い、各グループの2位同士が3位決定戦を行った。この方式が実施されたのは今大会と次回アルゼンチン大会のみである。
1次リーグでは、ハンブルクの試合会場で東ドイツ対西ドイツ戦が行われた。両国が同じ1組に入ることが決まった瞬間、組合せ抽選会場には大きなどよめきが起こったという。東西ドイツが対戦した史上唯一の国際Aマッチであり、大方の予想を覆してユルゲン・シュパールヴァッサーのシュートにより東ドイツが1対0で勝利した。また、これに先立ち東ドイツは同会場での開催に反対していたベルリン・オリンピアシュタディオンでチリと対戦し、1対1で引き分けた。同試合は東ドイツ代表が西ベルリンで試合を行った史上唯一の例となった。
前回優勝国のブラジルは、ペレ、トスタン、ジェルソンが代表引退した影響でチーム力が落ち、1次リーグも何とか通過する状態であった。2次リーグでもオランダに0対2で完敗し、3位決定戦でもポーランドに敗れ4位に終わったが、2次リーグでの東ドイツ戦でリベリーノがFKを決めた場面が唯一の見せ場だった。
一方、東西対決を制して1次リーグを首位で突破し、初出場国で唯一2次リーグに進んでいた東ドイツはブラジルとオランダに連敗して2次リーグ3位となり、史上唯一の本大会出場はベスト8で終わった。
2年前のミュンヘン・オリンピックで金メダルを獲得した実績を持ち、ヨーロッパ地区予選でイングランドに競り勝って出場したポーランドも話題となった。グジェゴシ・ラトーが通算7得点を挙げ大会得点王となったが、彼以外にもロベルト・ガドハ、アンジェイ・シャルマッフ、カジミエシュ・デイナらを揃えてスピード溢れる攻撃サッカーを披露、2次リーグ最終戦で西ドイツに敗れたが、3位決定戦でブラジルを下して3位の座を確保した。
ジャンニ・リベラ、サンドロ・マッツォーラらを擁して優勝候補にも挙げられていたイタリアだったが、名GKディノ・ゾフの持つ連続無失点記録を初出場で戦力に乏しいと見られていたハイチに止められたのがケチの付き始めとなった。ハイチ戦は3対1で勝利したものの、続くアルゼンチン戦を1対1の引分け、2次リーグ進出を懸けたポーランド戦を1対2で落すと、アルゼンチンに得失点差で1点及ばず、1次リーグ敗退に終わった。
この大会は既存のサッカー戦術に変革をもたらした大会であった。準優勝に終わったものの、今大会の台風の目となったオランダは、“フライング・ダッチマン”ヨハン・クライフを中心にヨハン・ニースケンス、ルート・クロル、ロブ・レンセンブリンク、ヨニー・レップ、アリー・ハーン、ウィレム・ファン・ハネヘム、ビム・ヤンセンらが従来のポジションに捉われず目まぐるしく動き回る全員攻撃・全員防御の「トータルフットボール」を展開し、サッカー界にセンセーションを巻き起こした。
一方、優勝した西ドイツもベッケンバウアーを中心としたリベロ・システムを披露した。オランダのトータルフットボールが全世界の注目を集めたため、それほど目立たなかったもののディフェンダーが戦術的に攻め上がるというシステムは画期的であった。西ドイツは円熟の境地を迎えた“皇帝”フランツ・ベッケンバウアーを始めとして“爆撃機”の異名を誇ったFWゲルト・ミュラー、中盤で試合を組み立てた“左足の芸術家”ヴォルフガング・オヴェラート、クライフを密着マークし完封したDFベルティ・フォクツ、決勝で同点ゴールとなるPKを事も無げに決めた若き左サイドバックパウル・ブライトナー、GKゼップ・マイヤーといった今日でも語り継がれるスター選手を揃えていた。ミュラーは決勝戦で決勝点を挙げ、西ドイツ代表の優勝に貢献した。

### 会場一覧
| 競技場                               | 都市                   |
| ------------------------------------ | ---------------------- |
| ベルリン・オリンピアシュタディオン   | ベルリン（西ベルリン） |
| ヴェストファーレン・シュタディオン   | ドルトムント           |
| ラインシュタディオン                 | デュッセルドルフ       |
| ヴァルトシュタディオン               | フランクフルト         |
| パルク・シュタディオン               | ゲルゼンキルヒェン     |
| フォルクスパーク・シュタディオン     | ハンブルク             |
| ニーダーザクセン・シュタディオン     | ハノーファー           |
| ミュンヘン・オリンピアシュタディオン | ミュンヘン             |
| ネッカー・シュタディオン             | シュトゥットガルト     |

## 結果

### 1次リーグ

#### グループ 1
| 順 位 | チーム         | 勝 点 | 試 合 | 勝 利 | 引 分 | 敗 戦 | 得 点 | 失 点 | 点 差 |
| ----- | -------------- | ----- | ----- | ----- | ----- | ----- | ----- | ----- | ----- |
| 1     | 東ドイツ       | 5     | 3     | 2     | 1     | 0     | 4     | 1     | +3    |
| 2     | 西ドイツ       | 4     | 3     | 2     | 0     | 1     | 4     | 1     | +3    |
| 3     | チリ           | 2     | 3     | 0     | 2     | 1     | 1     | 2     | -1    |
| 4     | オーストラリア | 1     | 3     | 0     | 1     | 2     | 0     | 5     | -5    |

| 1974年6月14日 16:00 |

| 西ドイツ          | 1 - 0    | チリ |
| ブライトナー 18分 | レポート |      |

| ベルリン・オリンピアシュタディオン（西ベルリン） 観客数: 83,168人 主審: Dogan Babacan |

| 1974年6月14日 19:30 |

| 東ドイツ                                   | 2 - 0    | オーストラリア |
| （カーラン） 58分 (OG) · シュトライヒ 72分 | レポート |                |

| フォルクスパーク・シュタディオン（ハンブルク） 観客数: 10,000人 主審: Youssou N'Diaye |

| 1974年6月18日 16:00 |

| オーストラリア | 0 - 3    | 西ドイツ                                          |
|                | レポート | オヴェラート 12分 · クルマン 34分 · ミュラー 53分 |

| フォルクスパーク・シュタディオン（ハンブルク） 観客数: 35,000人 主審: Mahmoud Mustafa Kamel |

| 1974年6月18日 19:30 |

| チリ            | 1 - 1    | 東ドイツ      |
| アフマーダ 69分 | レポート | ホフマン 55分 |

| ベルリン・オリンピアシュタディオン（西ベルリン） 観客数: 20,000人 主審: Aurelio Angonese |

| 1974年6月22日 16:00 |

| オーストラリア | 0 - 0    | チリ |
|                | レポート |      |

| ベルリン・オリンピアシュタディオン（西ベルリン） 観客数: 14,681人 主審: Jafar Namdar |

| 1974年6月22日 19:30 |

| 東ドイツ                  | 1 - 0    | 西ドイツ |
| シュパールヴァッサー 77分 | レポート |          |

| フォルクスパーク・シュタディオン（ハンブルク） 観客数: 60,350人 主審: Ramon Barreto |

#### グループ 2
| 順 位 | チーム         | 勝 点 | 試 合 | 勝 利 | 引 分 | 敗 戦 | 得 点 | 失 点 | 点 差 |
| ----- | -------------- | ----- | ----- | ----- | ----- | ----- | ----- | ----- | ----- |
| 1     | ユーゴスラビア | 4     | 3     | 1     | 2     | 0     | 10    | 1     | +9    |
| 2     | ブラジル       | 4     | 3     | 1     | 2     | 0     | 3     | 0     | +3    |
| 3     | スコットランド | 4     | 3     | 1     | 2     | 0     | 3     | 1     | +2    |
| 4     | ザイール       | 0     | 3     | 0     | 0     | 3     | 0     | 14    | -14   |

| 1974年6月13日 17:00 |

| ブラジル | 0 - 0    | ユーゴスラビア |
|          | レポート |                |

| ヴァルトシュタディオン（フランクフルト） 観客数: 62,000人 主審: Rudolf Scheurer |

| 1974年6月14日 19:30 |

| ザイール | 0 - 2    | スコットランド                  |
|          | レポート | ロリマー 26分 · ジョーダン 34分 |

| ヴェストファーレン・シュタディオン（ドルトムント） 観客数: 25,000人 主審: Gerhard Schulenburg |

| 1974年6月18日 19:30 |

| ユーゴスラビア | 9 - 0    | ザイール |
| バイェヴィッチ 8分, 30分, 81分 · ジャイッチ 14分 · シュリャク 18分 · カタリンスキ 22分 · ボギチェヴィッチ 35分 · オブラク 61分 · ペトコヴィッチ 65分 | レポート |          |

| パルク・シュタディオン（ゲルゼンキルヒェン） 観客数: 20,000人 主審: Omar Delgado Gomez |

| 1974年6月18日 19:30 |

| スコットランド | 0 - 0    | ブラジル |
|                | レポート |          |

| ヴァルトシュタディオン（フランクフルト） 観客数: 50,000人 主審: Arie van Gemert |

| 1974年6月22日 16:00 |

| スコットランド  | 1 - 1    | ユーゴスラビア |
| ジョーダン 88分 | レポート | カラシ 81分    |

| ヴァルトシュタディオン（フランクフルト） 観客数: 60,000人 主審: Gonzalez Archundia |

| 1974年6月22日 16:00 |

| ザイール | 0 - 3    | ブラジル                                                    |
|          | レポート | ジャイルジーニョ 12分 · リベリーノ 66分 · バウドミーロ 79分 |

| パルク・シュタディオン（ゲルゼンキルヒェン） 観客数: 35,000人 主審: Nicolae Rainea |

※ブラジルが得失点差でスコットランドを上回り2次リーグ進出

#### グループ 3
| 順 位 | チーム       | 勝 点 | 試 合 | 勝 利 | 引 分 | 敗 戦 | 得 点 | 失 点 | 点 差 |
| ----- | ------------ | ----- | ----- | ----- | ----- | ----- | ----- | ----- | ----- |
| 1     | オランダ     | 5     | 3     | 2     | 1     | 0     | 6     | 1     | +5    |
| 2     | スウェーデン | 4     | 3     | 1     | 2     | 0     | 3     | 0     | +3    |
| 3     | ブルガリア   | 2     | 3     | 0     | 2     | 1     | 2     | 5     | -3    |
| 4     | ウルグアイ   | 1     | 3     | 0     | 1     | 2     | 1     | 6     | -5    |

| 1974年6月15日 16:00 |

| ウルグアイ | 0 - 2    | オランダ          |
|            | レポート | レップ 16分, 86分 |

| ニーダーザクセン・シュタディオン（ハノーファー） 観客数: 53,700人 主審: Karoly Palotai |

| 1974年6月15日 16:00 |

| スウェーデン | 0 - 0    | ブルガリア |
|              | レポート |            |

| ラインシュタディオン（デュッセルドルフ） 観客数: 22,500人 主審: Edison Perez Nunez |

| 1974年6月19日 19:30 |

| ブルガリア  | 1 - 1    | ウルグアイ      |
| ボネフ 75分 | レポート | パヴォーニ 87分 |

| ニーダーザクセン・シュタディオン（ハノーファー） 観客数: 12,000人 主審: ジャック・テイラー |

| 1974年6月19日 19:30 |

| オランダ | 0 - 0    | スウェーデン |
|          | レポート |              |

| ヴェストファーレン・シュタディオン（ドルトムント） 観客数: 53,700人 主審: Werner Winsemann |

| 1974年6月23日 16:00 |

| ブルガリア           | 1 - 4    | オランダ                                                         |
| （クロル） 78分 (OG) | レポート | ニースケンス 5分 (PK), 44分 (PK) · レップ 71分 · デ・ヨンク 88分 |

| ヴェストファーレン・シュタディオン（ドルトムント） 観客数: 52,100人 主審: Tony Boskovic |

| 1974年6月23日 16:00 |

| スウェーデン                                | 3 - 0    | ウルグアイ |
| エドストレーム 46分, 77分 · サンドベリ 74分 | レポート |            |

| ラインシュタディオン（デュッセルドルフ） 観客数: 27,100人 主審: Erich Linemayr |

#### グループ 4
| 順 位 | チーム       | 勝 点 | 試 合 | 勝 利 | 引 分 | 敗 戦 | 得 点 | 失 点 | 点 差 |
| ----- | ------------ | ----- | ----- | ----- | ----- | ----- | ----- | ----- | ----- |
| 1     | ポーランド   | 6     | 3     | 3     | 0     | 0     | 12    | 3     | +9    |
| 2     | アルゼンチン | 3     | 3     | 1     | 1     | 1     | 7     | 5     | +2    |
| 3     | イタリア     | 3     | 3     | 1     | 1     | 1     | 5     | 4     | +1    |
| 4     | ハイチ       | 0     | 3     | 0     | 0     | 3     | 2     | 14    | -12   |

| 1974年6月15日 18:00 |

| イタリア                                          | 3 - 1    | ハイチ      |
| リベラ 52分 · ベネッティ 64分 · アナスターシ 78分 | レポート | サノン 46分 |

| ミュンヘン・オリンピアシュタディオン（ミュンヘン） 観客数: 51,100人 主審: Vicente Llobregat |

| 1974年6月15日 18:00 |

| ポーランド                          | 3 - 2    | アルゼンチン                        |
| ラトー 7分, 62分 · シャルマッフ 8分 | レポート | エレディア 60分 · バビングトン 66分 |

| ネッカー・シュタディオン（シュトゥットガルト） 観客数: 31,500人 主審: Clive Thomas |

| 1974年6月19日 19:30 |

| アルゼンチン    | 1 - 1    | イタリア               |
| オウセマン 20分 | レポート | （ペルフモ） 35分 (OG) |

| ネッカー・シュタディオン（シュトゥットガルト） 観客数: 68,900人 主審: Rudi Glockner |

| 1974年6月19日 19:30 |

| ハイチ | 0 - 7    | ポーランド                                                                      |
|        | レポート | ラトー 17分, 87分 · デイナ 18分 · シャルマッフ 30分, 34分, 50分 · ゴルゴン 31分 |

| ミュンヘン・オリンピアシュタディオン（ミュンヘン） 観客数: 23,400人 主審: Govindasamay Suppiah |

| 1974年6月23日 16:00 |

| アルゼンチン                                          | 4 - 1    | ハイチ      |
| ヤサルデ 15分, 68分 · オウセマン 18分 · アジャラ 55分 | レポート | サノン 63分 |

| ミュンヘン・オリンピアシュタディオン（ミュンヘン） 観客数: 24,000人 主審: Pablo Sanchez Ibanez |

| 1974年6月23日 16:00 |

| ポーランド                      | 2 - 1    | イタリア      |
| シャルマッフ 38分 · デイナ 44分 | レポート | カペッロ 85分 |

| ネッカー・シュタディオン（シュトゥットガルト） 観客数: 68,900人 主審: Hans-Joachim Weyland |

※アルゼンチンが得失点差でイタリアを上回り2次リーグ進出

### 2次リーグ

#### グループ A
| 順 位 | チーム       | 勝 点 | 試 合 | 勝 利 | 引 分 | 敗 戦 | 得 点 | 失 点 | 点 差 |
| ----- | ------------ | ----- | ----- | ----- | ----- | ----- | ----- | ----- | ----- |
| 1     | オランダ     | 6     | 3     | 3     | 0     | 0     | 8     | 0     | +8    |
| 2     | ブラジル     | 4     | 3     | 2     | 0     | 1     | 3     | 3     | 0     |
| 3     | 東ドイツ     | 1     | 3     | 0     | 1     | 2     | 1     | 4     | -3    |
| 4     | アルゼンチン | 1     | 3     | 0     | 1     | 2     | 2     | 7     | -5    |

| 1974年6月26日 19:30 |

| オランダ                                        | 4 - 0    | アルゼンチン |
| クライフ 11分, 90分 · クロル 25分 · レップ 73分 | レポート |              |

| パルク・シュタディオン（ゲルゼンキルヒェン） 観客数: 55,348人 主審: Bob Davidson |

| 1974年6月26日 19:30 |

| ブラジル        | 1 - 0    | 東ドイツ |
| リベリーノ 60分 | レポート |          |

| ニーダーザクセン・シュタディオン（ハノーファー） 観客数: 58,463人 主審: Clive Thomas |

| 1974年6月30日 16:00 |

| アルゼンチン      | 1 - 2    | ブラジル                                |
| ブリンディシ 35分 | レポート | リベリーノ 32分 · ジャイルジーニョ 49分 |

| ニーダーザクセン・シュタディオン（ハノーファー） 観客数: 38,000人 主審: Vital Loraux |

| 1974年6月30日 16:00 |

| 東ドイツ | 0 - 2    | オランダ                                 |
|          | レポート | ニースケンス 7分 · レンセンブリンク 59分 |

| パルク・シュタディオン（ゲルゼンキルヒェン） 観客数: 67,148人 主審: Rudolf Scheurer |

| 1974年7月3日 19:30 |

| アルゼンチン    | 1 - 1    | 東ドイツ          |
| オウセマン 20分 | レポート | シュトライヒ 14分 |

| パルク・シュタディオン（ゲルゼンキルヒェン） 観客数: 53,054人 主審: ジャック・テイラー |

| 1974年7月3日 19:30 |

| オランダ                          | 2 - 0    | ブラジル |
| ニースケンス 50分 · クライフ 65分 | レポート |          |

| ヴェストファーレン・シュタディオン（ドルトムント） 観客数: 52,500人 主審: Kurt Tschenscher |

#### グループ B
| 順 位 | チーム         | 勝 点 | 試 合 | 勝 利 | 引 分 | 敗 戦 | 得 点 | 失 点 | 点 差 |
| ----- | -------------- | ----- | ----- | ----- | ----- | ----- | ----- | ----- | ----- |
| 1     | 西ドイツ       | 6     | 3     | 3     | 0     | 0     | 7     | 2     | +5    |
| 2     | ポーランド     | 4     | 3     | 2     | 0     | 1     | 3     | 2     | +1    |
| 3     | スウェーデン   | 2     | 3     | 1     | 0     | 2     | 4     | 6     | -2    |
| 4     | ユーゴスラビア | 0     | 3     | 0     | 0     | 3     | 2     | 6     | -4    |

| 1974年6月26日 16:00 |

| ユーゴスラビア | 0 - 2    | 西ドイツ                          |
|                | レポート | ブライトナー 39分 · ミュラー 82分 |

| ラインシュタディオン（デュッセルドルフ） 観客数: 66,085人 主審: Armando Marques |

| 1974年6月26日 19:30 |

| スウェーデン | 0 - 1    | ポーランド  |
|              | レポート | ラトー 43分 |

| ネッカー・シュタディオン（シュトゥットガルト） 観客数: 43,755人 主審: Ramon Barreto |

| 1974年6月30日 16:00 |

| ポーランド                     | 2 - 1    | ユーゴスラビア |
| デイナ 24分 (PK) · ラトー 62分 | レポート | カラシ 43分    |

| ヴァルトシュタディオン（フランクフルト） 観客数: 55,000人 主審: Rudi Glockner |

| 1974年6月30日 19:30 |

| 西ドイツ                                                                   | 4 - 2    | スウェーデン                          |
| オヴェラート 51分 · ボンホフ 52分 · グラボウスキ 76分 · ヘーネス 89分 (PK) | レポート | エドストレーム 24分 · サンドベリ 53分 |

| ラインシュタディオン（デュッセルドルフ） 観客数: 66,500人 主審: Nicolae Rainea |

| 1974年7月3日 16:30 |

| ポーランド | 0 - 1    | 西ドイツ      |
|            | レポート | ミュラー 76分 |

| ヴァルトシュタディオン（フランクフルト） 観客数: 59,000人 主審: Erich Linemayr |

| 1974年7月3日 19:30 |

| スウェーデン                              | 2 - 1    | ユーゴスラビア  |
| エドストレーム 29分 · トルステンソン 85分 | レポート | シュリャク 27分 |

| ラインシュタディオン（デュッセルドルフ） 観客数: 40,000人 主審: Luis Pestarino |

### 3位決定戦
| 1974年7月6日 16:00 |

| ブラジル | 0 - 1    | ポーランド  |
|          | レポート | ラトー 76分 |

| ミュンヘン・オリンピアシュタディオン（ミュンヘン） 観客数: 74,100人 主審: Aurelio Angonese |

### 決勝
| 1974年7月7日 16:00 |

| オランダ              | 1 - 2    | 西ドイツ                               |
| ニースケンス 2分 (PK) | レポート | ブライトナー 25分 (PK) · ミュラー 43分 |

| ミュンヘン・オリンピアシュタディオン（ミュンヘン） 観客数: 75,200人 主審: ジャック・テイラー |

| オランダ | 西ドイツ |

| GK               | 8  | ヤン・ヨングブルート         |      |      |
| RB               | 20 | ヴィム・シュルビア           |      |      |
| CB               | 17 | ヴィム・ライスベルヘン       |      | 69分 |
| CB               | 2  | アリー・ハーン               |      |      |
| LB               | 12 | ルート・クロル               |      |      |
| DM               | 6  | ビム・ヤンセン               |      |      |
| CM               | 13 | ヨハン・ニースケンス         | 40分 |      |
| CM               | 3  | ヴィレム・ファン・ハネヘム   | 23分 |      |
| RW               | 16 | ヨニー・レップ               |      |      |
| LW               | 15 | ロブ・レンセンブリンク       |      | 46分 |
| CF               | 14 | ヨハン・クライフ             | 45分 |      |
| 控え選手:        |    |                              |      |      |
| GK               | 18 | ピート・スフライフェルス     |      |      |
| DF               | 5  | リヌス・イスラエル           |      |      |
| MF               | 7  | テオ・デ・ヨング             |      | 69分 |
| MF               | 10 | レネ・ファン・デ・ケルクホフ |      | 46分 |
| FW               | 9  | ピート・カイザー             |      |      |
| 監督:            |    |                              |      |      |
| リヌス・ミケルス |    |                              |      |      |

| GK                   | 1  | ゼップ・マイヤー                         |     |
| RB                   | 2  | ベルティ・フォクツ                       | 4分 |
| CB                   | 5  | フランツ・ベッケンバウアー               |     |
| CB                   | 4  | ハンス＝ゲオルク・シュヴァルツェンベック |     |
| LB                   | 3  | パウル・ブライトナー                     |     |
| CM                   | 16 | ライナー・ボンホフ                       |     |
| CM                   | 12 | ヴォルフガング・オヴェラート             |     |
| AM                   | 14 | ウリ・ヘーネス                           |     |
| RW                   | 9  | ユルゲン・グラボウスキ                   |     |
| LW                   | 17 | ベルント・ヘルツェンバイン               |     |
| CF                   | 13 | ゲルト・ミュラー                         |     |
| 控え選手:            |    |                                          |     |
| GK                   | 21 | ノルバート・ニグブル                     |     |
| DF                   | 6  | ホルスト＝ディーター・ヘットゲス         |     |
| MF                   | 8  | ベルンハルト・クルマン                   |     |
| MF                   | 15 | ハインツ・フローエ                       |     |
| FW                   | 11 | ユップ・ハインケス                       |     |
| 監督:                |    |                                          |     |
| ヘルムート・シェーン |    |                                          |     |

## 優勝国
| 1974 FIFAワールドカップ優勝国 |
| ----------------------------- |
| · 西ドイツ · 5大会ぶり2回目   |

## 得点ランキング
| 順位 | 選手名                     | 国籍           | 得点数 |
| ---- | -------------------------- | -------------- | ------ |
| 1    | グジェゴシ・ラトー         | ポーランド     | 7      |
| 2    | アンジェイ・シャルマッフ   | ポーランド     | 5      |
| 2    | ヨハン・ニースケンス       | オランダ       | 5      |
| 4    | ゲルト・ミュラー           | 西ドイツ       | 4      |
| 4    | ヨニー・レップ             | オランダ       | 4      |
| 4    | ラルフ・エドストレーム     | スウェーデン   | 4      |
| 7    | ヨハン・クライフ           | オランダ       | 3      |
| 7    | パウル・ブライトナー       | 西ドイツ       | 3      |
| 7    | リベリーノ                 | ブラジル       | 3      |
| 7    | レネ・オウセマン           | アルゼンチン   | 3      |
| 7    | ドゥシャン・バイェヴィッチ | ユーゴスラビア | 3      |
| 7    | カジミエシュ・デイナ       | ポーランド     | 3      |